# Liste des châteaux de la Haute-Marne
Cet article recense de manière non exhaustive les châteaux (de défense ou d'agrément), maisons fortes, mottes castrales, situés dans le département français de la Haute-Marne. Il est fait état des inscriptions et classements au titre des monuments historiques.

## Liste
| Icône            | Signification    | Abréviations             | Abréviations                  | Abréviations             | Abréviations           |
| ---------------- | ---------------- | ------------------------ | ----------------------------- | ------------------------ | ---------------------- |
| Château fort     | Château fort     | = Bastide                | = Ferme fortifiée             | = Maison forte           | = (Néo-)Palladianisme  |
| Renaissance      | Renaissance      | = Château gascon         | = Folie (montpelliéraine)     | = Manoir, Gentilhommière | = Résidence épiscopale |
| Domaine viticole | Domaine viticole | = Classicisme, classique | = Forteresse, fort(ification) | = Maison (noble)         | = Style Beaux-Arts     |
| Palais           | Palais           | = Commanderie            | = Gothique (flamboyant)       | = Néo-baroque            | = Style Second Empire  |
| Ruine ou disparu | Ruine, disparu   | = Château pinardier      | = Hôtel particulier           | = Néo-classique          | = Style italianisant   |
|                  |                  | = Demeure seigneuriale   | ... = Style Louis XII...XVI   | = Néo-gothique           | = Style troubadour     |
|                  |                  | = Éclectisme             | = Logis (seigneurial)         | = Néo-Renaissance        | = Villa (de Nice)      |
| Baroque, rococo  | Baroque, rococo  | = Édifice religieux      | = Motte castrale/féodale      | = Pavillon de chasse     | = Styles du XXe siècle |

| Type                                           | Château                           | Commune                  | Protection                                                                               | Notes                                               | Coordonnées                 | Illustration |
| ---------------------------------------------- | --------------------------------- | ------------------------ | ---------------------------------------------------------------------------------------- | --------------------------------------------------- | --------------------------- | ------------ |
| Classicisme, classique                         | Château d'Arc-en-Barrois          | Arc-en-Barrois           | Inscrit MH (2015) · Notice no PA52000035                                                 | XVIIe et XIXe siècles, jardin à l'anglaise          | 47° 56′ 51″ N, 5° 00′ 25″ E |              |
| Classicisme, classique                         | Château d'Auberive                | Auberive                 |                                                                                          |                                                     | 47° 47′ 14″ N, 5° 03′ 49″ E |              |
| Classicisme, classique                         | Château d'Autreville-sur-la-Renne | Autreville-sur-la-Renne  | Inscrit MH (2004) · Notice no PA52000021                                                 | XVIIIe siècle                                       | 48° 06′ 55″ N, 4° 58′ 34″ E |              |
| Château fort · Renaissance                     | Château de Bourbonne              | Bourbonne-les-Bains      |                                                                                          | XVIIIe siècle                                       | 47° 57′ 14″ N, 5° 45′ 02″ E |              |
| Château fort · Renaissance                     | Château de Chalancey              | Chalancey                | Inscrit MH (1982) · Notice no PA00078987                                                 | XIIe et XIIIe siècles, XVIe et XVIIe siècles        | 47° 40′ 38″ N, 5° 08′ 29″ E |              |
| Château fort · Ruine ou disparu                | Château de Châteauvillain         | Châteauvillain           |                                                                                          | XIIe et XIVe siècles                                | 48° 02′ 10″ N, 4° 55′ 08″ E |              |
| Classicisme, classique                         | Château de Cirey                  | Cirey-sur-Blaise         | Classé MH (1981, 2002) · Inscrit MH (1981, 2001) · Notice no PA00079030                  | XVIIe et XVIIIe siècles, XIXe et XXe siècles        | 48° 19′ 47″ N, 4° 56′ 23″ E |              |
| Château fort · Renaissance                     | Château de Dinteville             | Dinteville               | Inscrit MH (1971, 1996, 2000) · Notice no PA00079048                                     | XIIIe et XVIe siècles, XVIIIe et XIXe siècles       | 48° 01′ 59″ N, 4° 48′ 17″ E |              |
| Château fort · Classicisme, classique          | Château d'Ecot-la-Combe           | Ecot-la-Combe            | Inscrit MH (1994) · Notice no PA00132591                                                 | XIVe et XVIIe siècles, XVIIIe et XIXe siècles       | 48° 12′ 33″ N, 5° 22′ 56″ E |              |
| Renaissance                                    | Château du Grand Jardin           | Joinville                | Classé MH (1925, 1991) · Inscrit MH (1989) · Notice no PA00079078 · Notice no IA52000208 | XVIe et XIXe siècles                                | 48° 26′ 47″ N, 5° 08′ 26″ E |              |
| Château fort · Ruine ou disparu                | Château de Lafauche               | Lafauche                 | Inscrit MH (1927) · Notice no PA00079084                                                 | XIe et XVe siècles                                  | 48° 17′ 52″ N, 5° 29′ 55″ E |              |
| Néo-classique                                  | Château de Melville               | Saint-Martin-lès-Langres | Inscrit MH (1990) · Notice no PA00079084                                                 | XVIIIe siècle, dans le lieu-dit Melville            | 47° 53′ 33″ N, 5° 16′ 35″ E |              |
| Forteresse, fort(ification) · Ruine ou disparu | Citadelle de La Mothe             | Outremécourt             | Classé MH (1923, 2001) · Notice no PA00079246 · Notice no PA52000016                     | XIIIe siècle, XVIe et XVIIe siècles, ancienne cité  | 48° 12′ 40″ N, 5° 41′ 00″ E |              |
| Château fort · Renaissance                     | Château du Pailly                 | Pailly                   | Classé MH (1921) · Notice no PA00079072                                                  | XIVe et XVIe siècles, « Fleuron de la Renaissance » | 47° 47′ 31″ N, 5° 24′ 50″ E |              |
| Château fort · Classicisme, classique          | Château de Pimodan                | Échenay                  |                                                                                          | XIIIe et XVIIe siècles                              | 48° 27′ 38″ N, 5° 18′ 39″ E |              |
| Renaissance                                    | Château de Reynel                 | Reynel                   | Inscrit MH (1989) · Notice no PA00079295                                                 | XVIe siècle, XVIIIe et XIXe siècles                 | 48° 17′ 31″ N, 5° 20′ 15″ E |              |
| Château fort                                   | Château de Saint-Dizier           | Saint-Dizier             | Inscrit MH (1994) · Notice no PA00132595                                                 | XIIIe siècle, XVIe et XIXe siècles                  | 48° 38′ 10″ N, 4° 57′ 07″ E |              |
| Villa                                          | Château du Val (Villa du Val)     | Humbécourt               |                                                                                          | XIXe et XXe siècles                                 | 48° 34′ 19″ N, 4° 55′ 29″ E |              |
| Classicisme, classique                         | Château du Val des Écoliers       | Verbiesles               | « Photo », notice no APD0005404                                                          | XVIIIe siècle                                       | 48° 04′ 43″ N, 5° 10′ 01″ E |              |
| Château fort · Ruine ou disparu                | Château de Vignory                | Vignory                  | Classé MH (1989) · Notice no PA00079266                                                  | XIIe et XVIe siècles                                | 48° 16′ 36″ N, 5° 06′ 05″ E |              |
| Classicisme, classique                         | Château de Vroncourt              | Vroncourt-la-Côte        |                                                                                          | XVIIe siècle                                        | ? pas trouvé                |              |